# Krembégi
Krembégi, morte entre mars et octobre 1963 près du lieu-dit Arroyo Morotí (Paraguay), est une ménagère, porteuse et cueilleuse aché de la tribu des Iroïangi. Dans une première phase de sa vie, Krembégi est censée être un homme, mais acquiert une réputation de panema – quelqu'un frappé d’une irrémédiable malchance à la chasse. Dès lors, elle s'identifie, se comporte et est traitée en tant que femme au sein de sa communauté. Après sa rencontre avec Pierre Clastres, qui est témoin de son inhumation et parle d'elle dans ses textes publiés en Europe, Krembégi devient pour les anthropologues américanistes un cas de réflexion sur les genres et les sexualités dans les cultures autochtones.

## Biographie
Krembégi est d’abord décrite dans L'arc et le panier, un article publié en 1966. Dans la Chronique des Indiens Guayaki, parue en 1972, un chapitre intitulé « Vie et mort d’un pédéraste » est dédié à Krembégi, avec davantage d’informations et aussi un ton plus empathique qui lui accorde une profondeur psychologique absente du premier texte. Enfin, L'arc et le panier est republié en 1974 comme chapitre dans La Société contre l'État. Comme les environ 75 autres Aché des deux tribus fréquentées par Clastres lors de son expédition de fin février à fin octobre 1963 au lieu-dit Arroyo Morotí sur les indications de León Cadogan, Krembégi a été déportée et sédentarisée un an auparavant sur ordre du gouvernement paraguayen, et placée sous l'autorité du département des Affaires indigènes d'Asuncion. Tous vivaient auparavant entre la cordillère de l'Ybytyruzú (es) et le fleuve Paraná. Au moment de la rencontre avec Clastres, la population des deux groupes a aussi récemment diminué d'un peu plus d'un tiers à cause d’épidémies de grippe et de rougeole.
Selon la description de Clastres, Krembégi est de grande taille, porte les cheveux relativement longs, et a un gros ventre. Elle possède un panier tressé par ses soins, qu'elle utilise lorsqu'elle part en groupe collecter de la nourriture. Krembégi vit chez un couple qu'elle aide dans les tâches ménagères. Elle fabrique des colliers de dents avec davantage de symétrie que les autres femmes. Elle ne chante jamais. Son caractère est réservé et content.
| Image externe | |
|               | Portrait de Krembégi avec son panier, publié initialement dans la première édition de la Chronique des Indiens Guayaki, reproduit en ligne sur (pt-BR) Leonardo Viana Braga, « Panema », dans Enciclopédia de Antropologia, Université de São Paulo, 2020 (ISSN 2676-038X, lire en ligne ). |

Aucun propos de Krembégi n'est cité par Clastres, mais il propose de nombreux questionnements sur son identité. Il rapporte qu'elle a refusé de poser pour lui avec un arc, préférant prendre son panier. Clastres soupçonne que la pané de Krembegi (sa malchance à la chasse) n'était peut-être en fait que l'expression d’une « inversion inconsciente » présente en elle depuis son enfance. Sur l'auto-identification de Krembégi, il écrit notamment: « [c]e pédéraste incompréhensible se vivait lui-même comme une femme et avait adopté les attitudes et comportements particuliers à ce sexe. »
Une partie importante des passages sur Krembégi servent à la comparer avec Chachubutawachugi, un homme pané. La différence majeure entre les deux est que Chachubutawachugi a une expression de genre masculine, et n'a pas de relations avec des hommes. Krembégi, quant à elle, a des relations avec plusieurs hommes de son groupe de parenté et parfois aussi hors de ce groupe. Elle est qualifiée de kyrypy-meno, « anus-faire l'amour » selon la traduction de Clastres. Aux dires de l'ethnographe, se marier avec Krembégi est par ailleurs inenvisageable pour les hommes de la tribu. Ces différences entre Krembégi et Chachubutawachugi conduisent à des traitements opposés : Chachubutawachugi est tourné en dérision et désapprouvé par la majorité de la tribu parce qu'il est considéré comme un homme raté, alors que Krembégi est acceptée car perçue comme se conformant au rôle de genre féminin. Par contre, les membres de l'autre tribu aché d'Arroyo Morotí se moquent des Iroïangi (litt. en français : « les étrangers ») parce que ces derniers comptent une kyrypy-meno en leur sein, et ils se vantent de ne supposément pas en connaître chez eux-mêmes.
Dans la Chronique, Clastres raconte les funérailles de Krembégi. Un jour, Krembégi tente de rejoindre un groupe parti à la chasse, pour les aider à rapporter les prises. Après plusieurs journées sans nouvelles d'elle au village, son cadavre est retrouvé dans la forêt, déjà attaqué par les vautours. Les Iroïangi l'enterrent sur place à la façon traditionnelle, et c'est une occasion pour Clastres de décrire une des pratiques funéraires aché. Outre les chants spéciaux, le rite iroïangi tel qu'il l'observe dans le cas de Krembégi implique notamment d'excaver le squelette après quelques semaines pour briser le crâne. À la fin, Clastres précise: « On sait que Krembégi va vivre maintenant converti en oiseau jakuchä, forme dernière des pédérastes. »

## Postérité
Selon l'anthropologue Estevão Rafael Fernandes dans un article de synthèse historiographique sur la figure de l'« Indien homosexuel », Krembégi est le cas le plus connu dans l'ethnologie brésilienne. Dans un article paru en 1991, le philologue Jonathan Goldberg (en) considère que les explications de Clastres sur le genre et la sexualité de Krembégi sont incohérentes, confuses, homophobes et ignorantes, lui reprochant notamment d'utiliser indistinctement les termes péjoratifs de « sodomite » et de « pédéraste ». Trente-deux ans plus tard, l'anthropologue Christophe Broqua estime que Goldberg va trop loin, et argumente que l'expression « pédéraste incompréhensible » ne serait pas une injure mais une référence ironique à un vers des Chants de Maldoror. En revanche, Broqua discrédite l'affirmation de Clastres selon laquelle Krembégi aurait eu principalement des relations sexuelles incestueuses: « [c]e n'est peut-être pas la donnée de Clastres à laquelle on peut accorder le plus de crédit, sachant que ce fait ne semble documenté dans aucune société voisine et que l'on sait en revanche que les rapports homoérotiques prennent souvent place entre beaux-frères (potentiels) en Amazonie. »
L'anthropologue George Mentore souligne que la masculinité supposée de Krembégi n'est pas une évidence naturelle comme le présente Pierre Clastres. Mentore attire l'attention sur le fait que Clastres, dans sa description, assigne un genre à Krembégi sur la base de caractéristiques corporelles essentialisées. C’est à partir de ce présupposé que Clastres décrit Krembégi comme « un homosexuel » véritable, sans remettre en question ses représentations issues de sa culture française. L'historienne Tais Capucho partage ces réserves: « Pourquoi Krembégi, qui se dédie à la vannerie, serait considéré être un homme, même par l'auteur ? ». De même, l'anthropologue Joan Vendrell Ferré remarque que la catégorisation de Krembégi comme un homosexuel par Pierre Clastres est en contradiction avec sa description selon laquelle Krembégi vit en tant que femme. Pour Vendrell Ferré, « il est évident que ni Krembégi, ni les hommes qui ont des relations avec lui ne voient celles-ci comme relevant de l'homosexualité, étant donné que Krembégi, de fait, est une femme. » Il estime que l'attitude de Pierre Clastres est représentative des préjugés transphobes des années 1960. L'anthropologue Rita Segato note que le parcours de vie de Krembégi correspond à une transidentité, et souligne la tolérance indifférente de sa société: « dans l'ethnographie de Clastres, le profil du personnage Krembégi, que nous considérons aujourd’hui être trans, est présenté comme habitant la position féminine sans que ça pose problème. » Dans un ouvrage de théorie politique paru en 2021, un collectif de cinq étudiantes travesti sertanejas considère que « le cas d'une « autochtone transgenre », Krembégi [...] présente une figure intéressante pour penser l'existence ancienne d'une « personne trans » dans un contexte autochtone rural ».